# Нагать
Нагать — река в России, протекает по Смоленскому району Смоленской области. Левый приток Днепра. Длина 26 км.
Исток у села Пригорское Смоленского района на Смоленской возвышенности, недалеко от автодороги А141 Орёл — Витебск. Направление течения: север. Устье ниже по течению деревни Высокое.
Среди других рек района выделяется сильной извилистостью и частой сменой направления течения. Это обусловлено тем, что она протекает по территории с разнообразным рельефом краевой зоны Московского ледника. В среднем течении заболочена (торфоболота). В нижнем течении русло сужается до 1,5 м. Водосбор характеризуется низкой лесистостью, что отрицательно сказывается на полноводности и качестве воды.
На участке реки между деревней Нагать и посёлком Пригорское в 70-е годы было образовано озеро. В настоящее время озеро и расположенная на его берегу роща имеют статус региональной ООПТ.